# Circoscrizione Campobasso-Isernia
La circoscrizione Campobasso-Isernia (o circoscrizione XXI) era una circoscrizione elettorale italiana per l'elezione della Camera dei deputati, dal 1948 al 1993.
Inizialmente designata circoscrizione Campobasso, corrispondendo all'omonima provincia, fu ridenominata nel 1970 in seguito all'istituzione della provincia di Isernia, scorporata da quella di Campobasso.
Era prevista dalla Tabella A di cui alla legge 20 gennaio 1948, n. 6, poi ripresa dal decreto del presidente della Repubblica 30 marzo 1957, n. 361.
Nel 1993 la circoscrizione fu soppressa contestualmente all'istituzione della Circoscrizione Molise.
Di seguito i risultati di lista e i deputati eletti, ordinati secondo il numero di preferenze ottenute.

## Elezioni politiche 1948
| Liste                                              | Voti    | %     | Seggi |
| -------------------------------------------------- | ------- | ----- | ----- |
| Democrazia Cristiana                               | 120.526 | 56,11 | 3     |
| Blocco Nazionale                                   | 30.740  | 14,31 | 1     |
| Fronte Democratico Popolare                        | 27.915  | 13,00 | -     |
| Partito Nazionale Monarchico - Alleanza del Lavoro | 14.775  | 6,88  | -     |
| Movimento Sociale Italiano                         | 6.614   | 3,08  | -     |
| Unità Socialista                                   | 5.762   | 2,68  | -     |
| Partito Repubblicano Italiano                      | 3.278   | 1,53  | -     |
| Partito dei Contadini d'Italia                     | 2.252   | 1,05  | -     |
| Blocco Popolare Unionista                          | 1.489   | 0,69  | -     |
| Partito Cristiano Sociale                          | 892     | 0,42  | -     |
| Movimento Nazionalista per la Democrazia Sociale   | 553     | 0,26  | -     |
| Totale                                             | 214.796 |       | 4     |

| Democrazia Cristiana                                      | Blocco Nazionale    |
| --------------------------------------------------------- | ------------------- |
| - Giacomo Sedati - Michele Camposarcuno - Remo Sammartino | - Francesco Colitto |

## Elezioni politiche 1953
| Liste                          | Voti    | %     | Seggi |
| ------------------------------ | ------- | ----- | ----- |
| Democrazia Cristiana           | 94.202  | 46,02 | 3     |
| Partito Liberale Italiano      | 30.179  | 14,74 | 1     |
| Partito Comunista Italiano     | 28.206  | 13,78 | 1     |
| Partito Nazionale Monarchico   | 19.680  | 9,61  | -     |
| Movimento Sociale Italiano     | 14.694  | 7,18  | -     |
| Partito Socialista Italiano    | 10.729  | 5,24  | -     |
| Partito Repubblicano Italiano  | 3.613   | 1,76  | -     |
| Unione Socialista Indipendente | 2.405   | 1,17  | -     |
| Unità Popolare                 | 997     | 0,49  | -     |
| Totale                         | 204.705 |       | 5     |

| Democrazia Cristiana                                 | Partito Liberale Italiano | Partito Comunista Italiano |
| ---------------------------------------------------- | ------------------------- | -------------------------- |
| - Giacomo Sedati - Remo Sammartino - Vittorino Monte | - Francesco Colitto       | - Ferdinando Amiconi       |

## Elezioni politiche 1958
| Liste                                            | Voti    | %     | Seggi |
| ------------------------------------------------ | ------- | ----- | ----- |
| Democrazia Cristiana                             | 114.013 | 55,13 | 4     |
| Partito Comunista Italiano                       | 36.285  | 17,55 | 1     |
| Partito Liberale Italiano                        | 20.115  | 9,73  | 1     |
| Partito Socialista Italiano                      | 10.455  | 5,06  | -     |
| Movimento Sociale Italiano                       | 9.120   | 4,41  | -     |
| Partito Monarchico Popolare                      | 8.163   | 3,95  | -     |
| Partito Nazionale Monarchico                     | 4.642   | 2,24  | -     |
| Partito Socialista Democratico Italiano          | 2.400   | 1,16  | -     |
| Partito Repubblicano Italiano - Partito Radicale | 1.604   | 0,78  | -     |
| Totale                                           | 206.797 |       | 6     |

| Democrazia Cristiana                                                     | Partito Comunista Italiano | Partito Liberale Italiano |
| ------------------------------------------------------------------------ | -------------------------- | ------------------------- |
| - Giacomo Sedati - Vittorino Monte - Girolamo La Penna - Remo Sammartino | - Ferdinando Amiconi       | - Francesco Colitto       |

## Elezioni politiche 1963
| Liste                                            | Voti    | %     | Seggi |
| ------------------------------------------------ | ------- | ----- | ----- |
| Democrazia Cristiana                             | 98.476  | 51,44 | 3     |
| Partito Comunista Italiano                       | 31.529  | 16,47 | 1     |
| Partito Liberale Italiano                        | 18.609  | 9,72  | -     |
| Partito Socialista Italiano                      | 17.084  | 8,92  | -     |
| Partito Socialista Democratico Italiano          | 9.161   | 4,79  | -     |
| Movimento Sociale Italiano                       | 8.876   | 4,64  | -     |
| Partito Democratico Italiano di Unità Monarchica | 4.626   | 2,42  | -     |
| Partito Repubblicano Italiano                    | 3.060   | 1,60  | -     |
| Totale                                           | 191.421 |       | 4     |

| Democrazia Cristiana                                   | Partito Liberale Italiano |
| ------------------------------------------------------ | ------------------------- |
| - Giacomo Sedati - Girolamo La Penna - Remo Sammartino | - Nicola Crapsi           |

## Elezioni politiche 1968
| Liste                                             | Voti    | %     | Seggi |
| ------------------------------------------------- | ------- | ----- | ----- |
| Democrazia Cristiana                              | 91.165  | 49,94 | 3     |
| Partito Comunista Italiano                        | 33.005  | 18,08 | 1     |
| Partito Socialista Unificato                      | 28.635  | 15,69 | 1     |
| Partito Liberale Italiano                         | 9.945   | 5,45  | -     |
| Movimento Sociale Italiano                        | 7.190   | 3,94  | -     |
| Partito Socialista Italiano di Unità Proletaria   | 4.511   | 2,47  | -     |
| Nuova Repubblica                                  | 3.155   | 1,73  | -     |
| Partito Repubblicano Italiano                     | 2.363   | 1,29  | -     |
| Partito Agricoltori                               | 2.061   | 1,13  | -     |
| Partito Nazionale Mutilati e Combattenti d'Italia | 524     | 0,29  | -     |
| Totale                                            | 182.554 |       | 5     |

| Democrazia Cristiana                                       | Partito Comunista Italiano | Partito Socialista Unificato |
| ---------------------------------------------------------- | -------------------------- | ---------------------------- |
| - Giacomo Sedati - Bruno Vecchiarelli - Eny Nicola Di Lisa | - Giulio Tedeschi          | - Tomaso Palmiotti           |

## Elezioni politiche 1972
| Liste                                           | Voti    | %     | Seggi |
| ----------------------------------------------- | ------- | ----- | ----- |
| Democrazia Cristiana                            | 102.959 | 55,06 | 3     |
| Partito Comunista Italiano                      | 32.430  | 17,34 | 1     |
| Partito Socialista Democratico Italiano         | 13.455  | 7,20  | -     |
| Movimento Sociale Italiano - Destra Nazionale   | 13.403  | 7,17  | -     |
| Partito Socialista Italiano                     | 9.484   | 5,07  | -     |
| Partito Liberale Italiano                       | 5.383   | 2,88  | -     |
| Partito Repubblicano Italiano                   | 4.555   | 2,44  | -     |
| Partito Socialista Italiano di Unità Proletaria | 3.097   | 1,66  | -     |
| Partito Agricoltori                             | 1.706   | 0,91  | -     |
| Movimento Politico dei Lavoratori               | 519     | 0,28  | -     |
| Totale                                          | 186.991 |       | 4     |

| Democrazia Cristiana                                | Partito Comunista Italiano |
| --------------------------------------------------- | -------------------------- |
| - Giacomo Sedati - Lino Vitale - Bruno Vecchiarelli | - Giulio Tedeschi          |

## Elezioni politiche 1976
| Liste                                         | Voti    | %     | Seggi |
| --------------------------------------------- | ------- | ----- | ----- |
| Democrazia Cristiana                          | 103.396 | 50,71 | 3     |
| Partito Comunista Italiano                    | 52.956  | 25,97 | 1     |
| Partito Socialista Italiano                   | 13.618  | 6,68  | -     |
| Movimento Sociale Italiano - Destra Nazionale | 12.188  | 5,98  | -     |
| Partito Socialista Democratico Italiano       | 7.349   | 3,60  | -     |
| Partito Repubblicano Italiano                 | 6.220   | 3,05  | -     |
| Partito Liberale Italiano                     | 3.885   | 1,91  | -     |
| Democrazia Proletaria                         | 3.266   | 1,60  | -     |
| Partito Radicale                              | 1.000   | 0,49  | -     |
| Totale                                        | 203.878 |       | 4     |

| Democrazia Cristiana                                      | Partito Comunista Italiano |
| --------------------------------------------------------- | -------------------------- |
| - Girolamo La Penna - Giacomo Sedati - Bruno Vecchiarelli | - Alfredo Marraffini       |

## Elezioni politiche 1979
| Liste                                         | Voti    | %     | Seggi |
| --------------------------------------------- | ------- | ----- | ----- |
| Democrazia Cristiana                          | 110.990 | 54,73 | 3     |
| Partito Comunista Italiano                    | 43.658  | 21,53 | 1     |
| Partito Socialista Italiano                   | 14.927  | 7,36  | -     |
| Movimento Sociale Italiano - Destra Nazionale | 10.535  | 5,19  | -     |
| Partito Socialista Democratico Italiano       | 5.614   | 2,77  | -     |
| Partito Liberale Italiano                     | 4.430   | 2,18  | -     |
| Partito Repubblicano Italiano                 | 4.203   | 2,07  | -     |
| Partito Radicale                              | 3.915   | 1,93  | -     |
| Partito di Unità Proletaria                   | 3.557   | 1,75  | -     |
| Democrazia Nazionale                          | 979     | 0,48  | -     |
| Totale                                        | 202.808 |       | 4     |

| Democrazia Cristiana                                      | Partito Comunista Italiano |
| --------------------------------------------------------- | -------------------------- |
| - Giacomo Sedati - Bruno Vecchiarelli - Girolamo La Penna | - Alfredo Marraffini       |

## Elezioni politiche 1983
| Liste                                         | Voti    | %     | Seggi |
| --------------------------------------------- | ------- | ----- | ----- |
| Democrazia Cristiana                          | 115.198 | 55,46 | 3     |
| Partito Comunista Italiano                    | 40.939  | 19,71 | 1     |
| Partito Socialista Italiano                   | 16.457  | 7,92  | -     |
| Movimento Sociale Italiano - Destra Nazionale | 10.618  | 5,11  | -     |
| Partito Socialista Democratico Italiano       | 7.532   | 3,63  | -     |
| Partito Repubblicano Italiano                 | 6.981   | 3,36  | -     |
| Partito Liberale Italiano                     | 4.647   | 2,24  | -     |
| Democrazia Proletaria                         | 2.988   | 1,44  | -     |
| Partito Radicale                              | 2.359   | 1,14  | -     |
| Totale                                        | 207.719 |       | 4     |

| Democrazia Cristiana                                    | Partito Comunista Italiano |
| ------------------------------------------------------- | -------------------------- |
| - Florindo D'Aimmo - Girolamo La Penna - Giacomo Sedati | - Edilio Petrocelli        |

## Elezioni politiche 1987
| Liste                                         | Voti    | %     | Seggi |
| --------------------------------------------- | ------- | ----- | ----- |
| Democrazia Cristiana                          | 123.650 | 57,25 | 3     |
| Partito Comunista Italiano                    | 43.467  | 20,13 | 1     |
| Partito Socialista Italiano                   | 17.867  | 8,27  | -     |
| Movimento Sociale Italiano - Destra Nazionale | 9.236   | 4,28  | -     |
| Partito Socialista Democratico Italiano       | 4.446   | 2,06  | -     |
| Partito Repubblicano Italiano                 | 4.382   | 2,03  | -     |
| Partito Liberale Italiano                     | 3.824   | 1,77  | -     |
| Democrazia Proletaria                         | 2.831   | 1,31  | -     |
| Partito Radicale                              | 2.660   | 1,23  | -     |
| Lista Verde                                   | 2.442   | 1,13  | -     |
| Liga Veneta - Pensionati Uniti                | 613     | 0,28  | -     |
| Partito Sardo d'Azione                        | 309     | 0,14  | -     |
| Alleanza Popolare                             | 247     | 0,11  | -     |
| Totale                                        | 215.974 |       | 4     |

| Democrazia Cristiana                                        | Partito Comunista Italiano |
| ----------------------------------------------------------- | -------------------------- |
| - Florindo D'Aimmo - Bruno Vecchiarelli - Girolamo La Penna | - Edilio Petrocelli        |

## Elezioni politiche 1992
| Liste                                         | Voti    | %     | Seggi |
| --------------------------------------------- | ------- | ----- | ----- |
| Democrazia Cristiana                          | 111.456 | 51,83 | 3     |
| Partito Socialista Italiano                   | 31.439  | 14,62 | 1     |
| Partito Democratico della Sinistra            | 29.065  | 13,52 | 1     |
| Movimento Sociale Italiano - Destra Nazionale | 11.191  | 5,20  | -     |
| Partito della Rifondazione Comunista          | 7.358   | 3,42  | -     |
| Partito Repubblicano Italiano                 | 6.124   | 2,85  | -     |
| Partito Socialista Democratico Italiano       | 4.932   | 2,29  | -     |
| Federazione dei Verdi                         | 3.318   | 1,54  | -     |
| Partito Liberale Italiano                     | 2.910   | 1,35  | -     |
| La Rete                                       | 2.667   | 1,24  | -     |
| Lista Marco Pannella                          | 1.365   | 0,63  | -     |
| Partito Pensionati                            | 1.154   | 0,54  | -     |
| Sì Referendum                                 | 1.101   | 0,51  | -     |
| Lega Nord                                     | 622     | 0,29  | -     |
| Federalismo                                   | 319     | 0,15  | -     |
| Totale                                        | 215.021 |       | 5     |

| Democrazia Cristiana                                                | Partito Socialista Italiano | Partito Democratico della Sinistra |
| ------------------------------------------------------------------- | --------------------------- | ---------------------------------- |
| - Fernando Di Laura Frattura - Florindo D'Aimmo - Girolamo La Penna | - Angelino Sollazzo         | - Edilio Petrocelli                |